# Arsinoitherium
Arsinoitherium (il cui nome significa "bestia di Arsinoe") è un genere estinto di mammifero paenungulato appartenente all'ordine estinto degli Embrithopoda, e quindi legato agli elefanti, sirenii, iraci e gli estinti desmostylia. Gli Arsinotherium erano erbivori dall'aspetto simile a rinoceronti, vissuti nell'Eocene superiore-Oligocene inferiore, 36-27 milioni di anni fa, nelle aree di foresta pluviale tropicale e ai margini delle paludi di mangrovie. Il genere contiene due specie: la specie tipo A. zitteli, e A. giganteum, descritta nel 2004, più grande e dagli arti più lunghi, che visse in Etiopia circa 27 milioni di anni fa. Le precedenti distinzioni tassonomiche che propongono una terza specie sono ora interpretate come prove di un probabile dimorfismo sessuale esagerato di A. zitteli (Sanders et al., 2004, 2010).

## Descrizione
L'aspetto di questo animale doveva richiamare quello degli odierni rinoceronti: fisico massiccio, zampe colonnari, e soprattutto una testa munita di grandi corna. Era un mammifero di taglia notevole: la specie più conosciuta, Arsinoitherium zitteli, poteva raggiungere 1,75 metri d'altezza al garrese e i 3 metri di lunghezza. 

### Cranio
La caratteristica più sorprendente di Arsinoitherium era data dalla presenza di due enormi corna sopra le narici e di due corna più piccole poste appena dietro le orbite. Le due corna più grandi, appaiate, erano cave e le loro cavità comunicavano fra loro e con quelle di altre ossa della volta cranica. Alla base delle corna nasali, appena sopra l'orbita, vi era una depressione che si prolungava in numerose diramazioni che si diffondevano sulla superficie del corno sotto forma di piccole scanalature. Quando l'animale era in vita, queste scanalature erano probabilmente occupate da vasi sangugni che irrigavano le corna, come nei bovidi attuali. È possibile che le corna ossee fossero ricoperte da un tessuto corneo come nei bovidi; in questo caso le corna sarebbero state ancora più grandi. 
La forma del cranio, vista dal davanti, era triangolare: le corna nasali erano unite alla base e si distanziavano maggiormente mano a mano che procedevano verso la parte distale. L'aspetto curioso del cranio in vista frontale era accentuato dalla presenza di due aperture nasali, che negli esemplari adulti erano separate fra loro da una barra ossea tra le ossa premascellari e nasali. Questa barra, il risultato dell'ossificazione di un setto cartilagineo, portava alla sua base i segni di inserzioni di muscoli, e ciò suggerisce che Arsinoitherium era dotato di un labbro mobile e prensile come quello dei rinoceronti. La superficie occipitale, fortemente inclinata in avanti, portava una cresta lambdoide prominente. I condili occipitali erano di taglia notevole, e possedevano una superficie di articolazione per muscoli possenti, così da permettere all'animale notevoli movimenti della testa in alto e in basso. Non era presente alcun forame condilare, come negli elefanti. Il basioccipitale era dotato di cavità che, nell'animale in vita, erano probabilmente occupate da ossa della regione petro-timpanica. La regione era priva di fossa subarcuata, corso derivato del nervo facciale e forame stilomastoideo aperto, come nei proboscidati, nei perissodattili e nei sireni. 

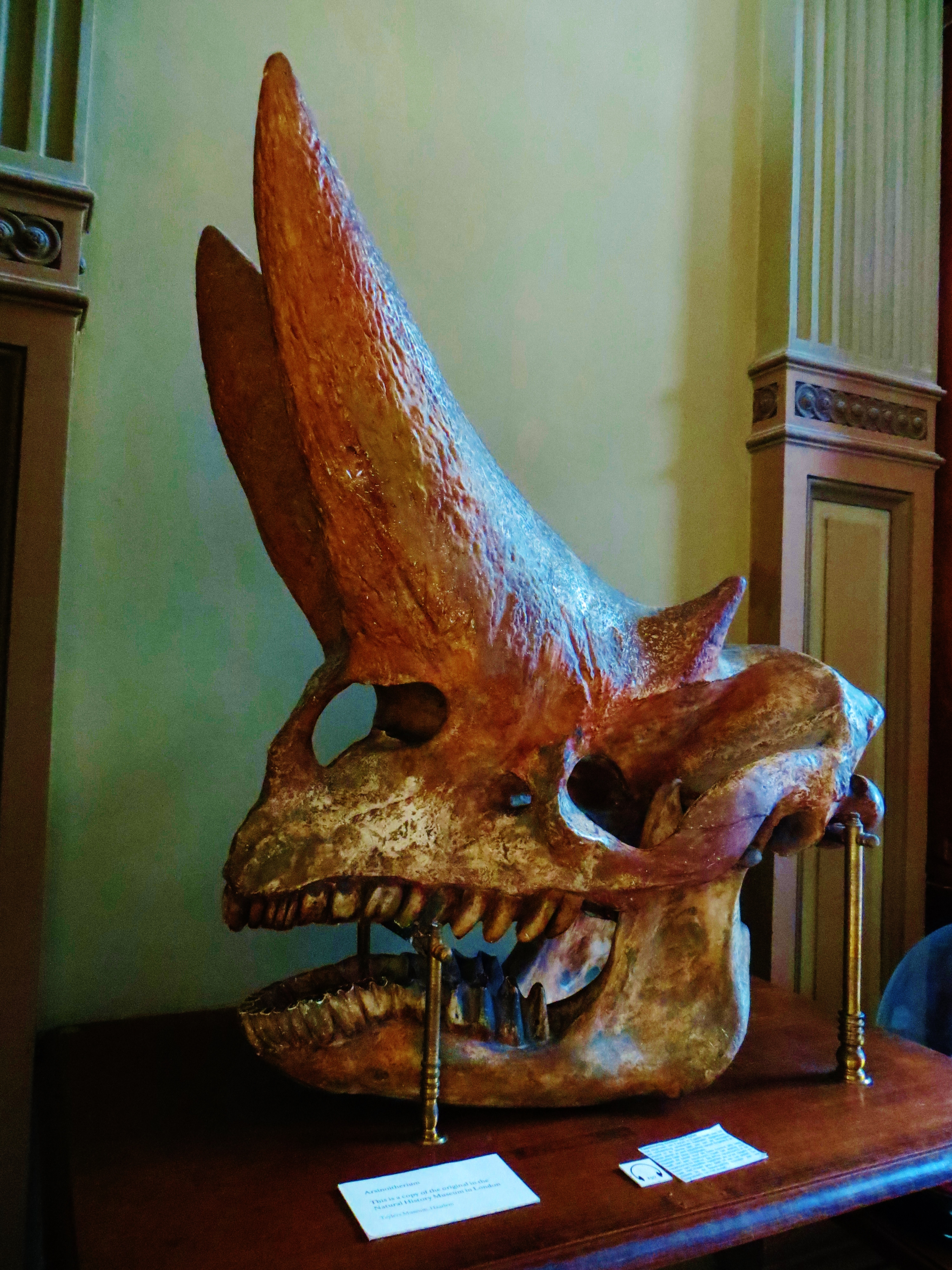
Cranio di A. zitteli, al Teylers Museum

In vista laterale, l'orbita non era separata dalla fossa temporale, ed era formata da lacrimale, jugale e mascellare. Come negli elefanti, non era presente alcun canale lacrimale. Al contrario degli elefanti, tuttavia, le apofisi post-timpaniche e post-glenoidi erano ben separate, e l'alisfenoide era perforato da un canale. Una delle caratteristiche più notevoli del cranio si osserva in vista palatale: la forma della volta del palato. Nella porzione anteriore, la superficie del palato era così convessa che, in sezione, i margini del palato erano paralleli al margine esterno della mascella. L'insolita curvatura del palato potrebbe essere legata al notevole grado di ipsodontia dei denti. Secondo alcuni studiosi, è possibile che Arsinoitherium avesse una lingua estensibile e prensile. Erano inoltre presenti numerosi forami sulla superficie del palato. 
La mandibola possedeva una lunga sinfisi che si estendeva fino all'estremità posteriore del primo molare inferiore. Il ramo orizzontale della mandibola, stretto, aveva un bordo alveolare convesso, un foro mentale sotto il quarto premolare e una regione angolare arrotondata e ispessita. Il ramo verticale era be separato dall'ultimo molare e possedeva un margine anteriore convesso; l'apofisi coronoide era più alta del condilo. La morfologia della mandibola, nei suoi caratteri generali, richiamava quella degli elefanti, dei dinocerati e dell'enigmatico Barytherium. 
La dentatura era anch'essa molto particolare. Anche se altamente modificata, conservava una formula dentaria completa (3/3, 1/1, 4/4, 3/3) per una serie totale di 44 denti. I denti erano tutti strettamente ravvicinati fra loro, tranne gli incisivi superiori mediani che erano separati da un diastema molto piccolo. Tutti i denti erano caratterizzati da una corona molto alta (ipsodonti). Nella mascella superiore, i premolari possedevano una parete esterna pressoché piatta, e una cresta longitudinale esterna collegata a una cresta trasversale anteriore che continuava verso il margine posteriore del dente in un inizio di seconda cresta trasversale. I molari erano dotati di due creste (bilofodonti). Quando i denti si usuravano, le due creste trasversali si riunivano. La parete esterna era profondamente scanalata, mentre quella interna era leggermente ondulata, al contrario di quanto avviene in altri mammiferi con dentatura bilofodonte, come i rinoceronti ad esempio. In generale, la forma dei denti ricorda quella degli iracoidi. La dentatura inferiore era anch'essa costituita da molari bilofodonti, con una separazione delle due creste molto netta. I denti da latte erano molto simili a quelli definitivi.

### Scheletro postcranico
Lo scheletro di Arsinoitherium era molto massiccio. L'atlante e l'epistrofeo erano particolarmente grandi e robusti, per sorreggere la testa. Le altre vertebre cervicali, ugualmente massicce, possedevano un centro vertebrale molto sviluppato e un piccolo canale neurale. Sembra che il sacro fosse costituito da un certo numero di vertebre indipendenti, una caratteristica insolita per un animale di grande taglia.

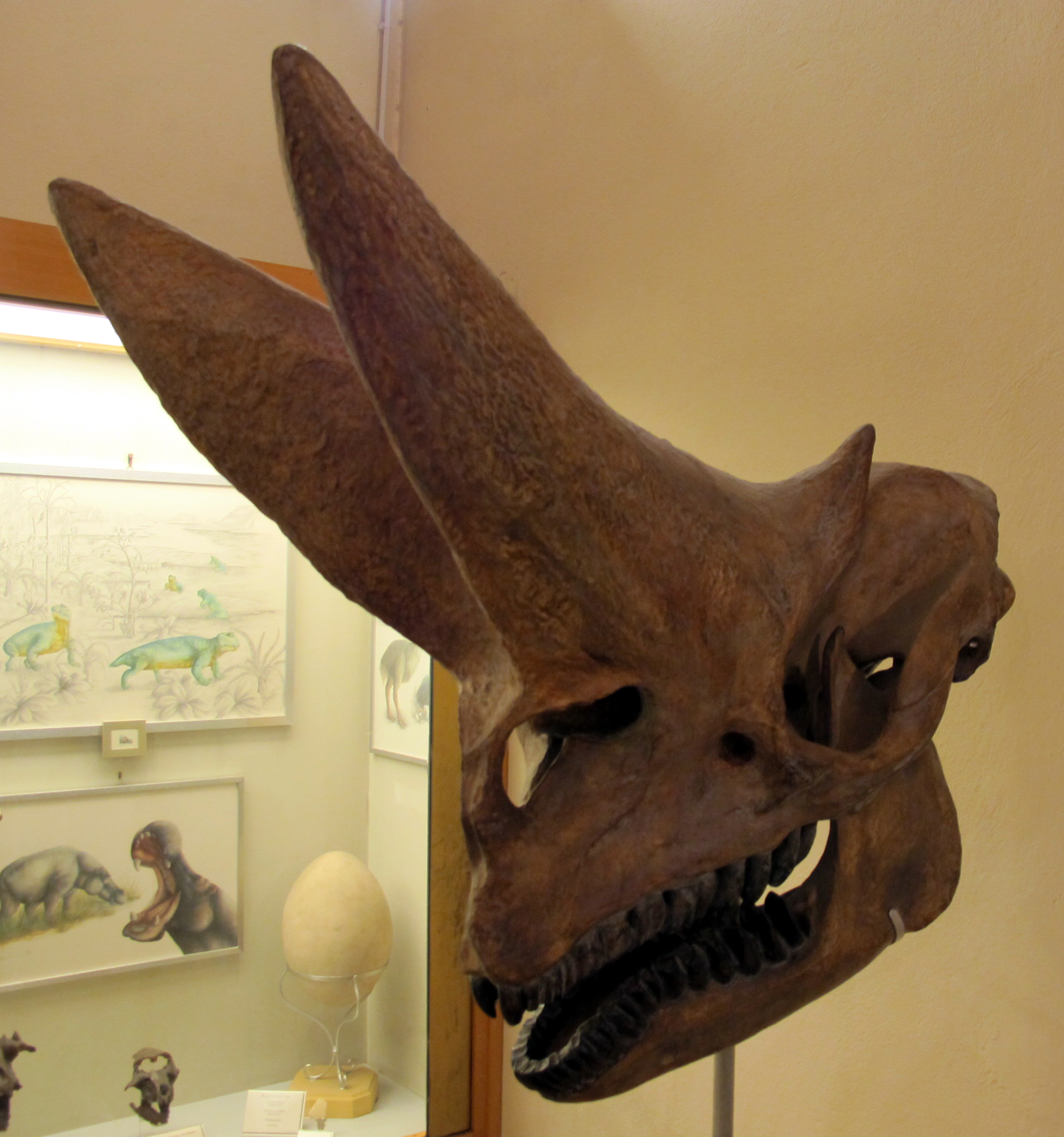
Cranio di A. zitteli

La scapola era caratteristica per la ripartizione del margine soprascapolare. Il margine coracoide, separato da una scanalatura all'angolo destro dell'acromion, la spina scapolare rettilinea senza alcun prolungamento, la cavità glenoide di forma ovale e il grande asse perpendicolare alla spina sono tutte caratteristiche esclusive di Arsinoitherium, non riscontrabili nei proboscidati e nei dinocerati. L'omero possedeva una diafisi appiattita anteroposteriormente, era molto massiccio e dotato di tuberosità accentuate. La fossa per l'olecrano era poco profonda. Ulna e radio erano corti e solidi; l'estremità distale dell'ulna era più grande di quella del radio. La superficie dell'olecrano era composta da tre parti, una verticale e due orizzontali. Il carpo era dotato di un osso cuneiforme che sormontava leggermente il grande osso. Si conoscono tre dita degli arti anteriori, tutte corte e robuste. 

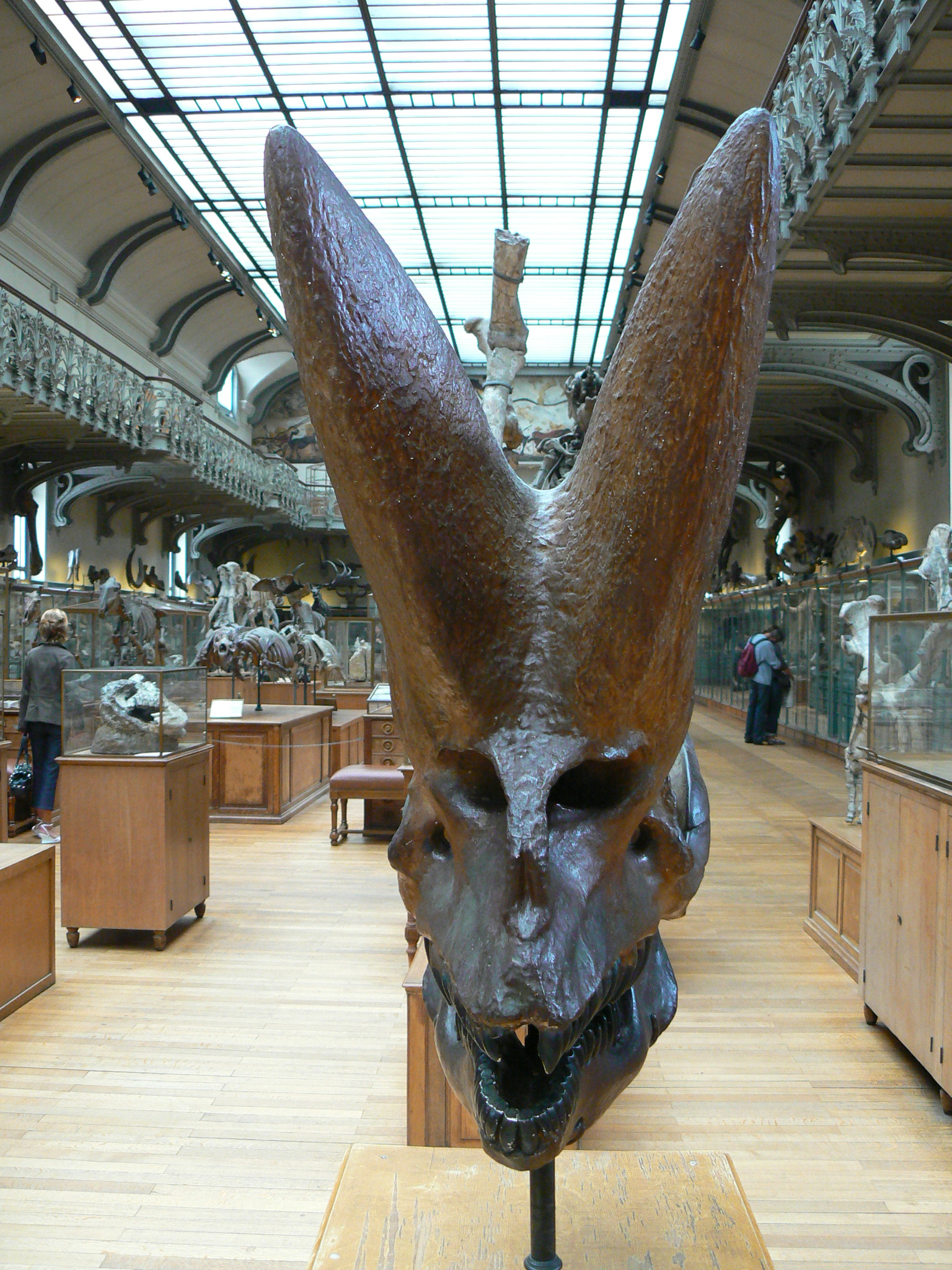
Cranio di Arsinoitherium zitteli, vista frontale

Il bacino possedeva un ilio estremamente largo e robusto; la sua superficie interna era leggermente concava. Il bordo anteriore del pube, al livello della sinfisi, si incavava leggermente mentre il bordo posteriore era arrotondato. Davanti all'acetabolo (di forma ovale), l'ilio era dotato di una superficie per l'inserzione di un muscolo, probabilmente il rectus femoralis. La tuberosità dell'ischio era ben distinta. In generale, la forma del bacino era molto diversa da quella di proboscidati e dinocerati. Il femore era appiattito anteroposteriormente, come l'omero, ed era dotato di una superficie posteriore piatta. La testa arrotondata superava il livello del primo trocantere, ma non come negli elefanti. Vi era una profonda depressione per l'inserzione del ligamentum teres. Il piccolo trocantere era appena accennato. La tibia era allargata alle sue estremità, ed era dotata di una massiccia cresta cnemiale. La parte distale assomigliava a quella del dinocerato Uintatherium, con una faccetta articolare unica per l'astragalo. Il perone, anch'esso allargato alle estremità, era concavo nella sua estremità distale, e in questa profonda depressione si inseriva la tibia; il perone si articolava con l'astragalo e il calcagno. L'astragalo, di forma vagamente simile a quello degli elefanti, era però differente perché si articolava con l'osso cuboide, per la maggior superficie di articolazione con il perone e per le proporzioni inverse delle due superfici d'articolazione con il calcagno. Il piede aveva quattro dita, tutte corte e robuste.

## Classificazione
Il genere Arsinoitherium venne descritto per la prima volta da Beadnell nel 1902, sulla base di resti fossili ritrovati in terreni dell'Eocene superiore / Oligocene inferiore della zona del Fayoum, in Egitto. La specie tipo è Arsinoitherium zitteli, ben conosciuta grazie a numerosi resti fossili; l'anno seguente, Lankester descrisse una specie di dimensioni minori, A. andrewsi; le più recenti revisioni, tuttavia, indicano che le due specie sono identiche e le differenze sono solo dovute a variabilità intraspecifica. Nel 2004 è stata descritta una nuova specie di Arsinoitherium sulla base di denti molto grandi, ritrovata in terreni dell'inizio dell'Oligocene superiore in Etiopia, A. giganteum, a testimonianza della notevole distribuzione spazio-temporale del genere.

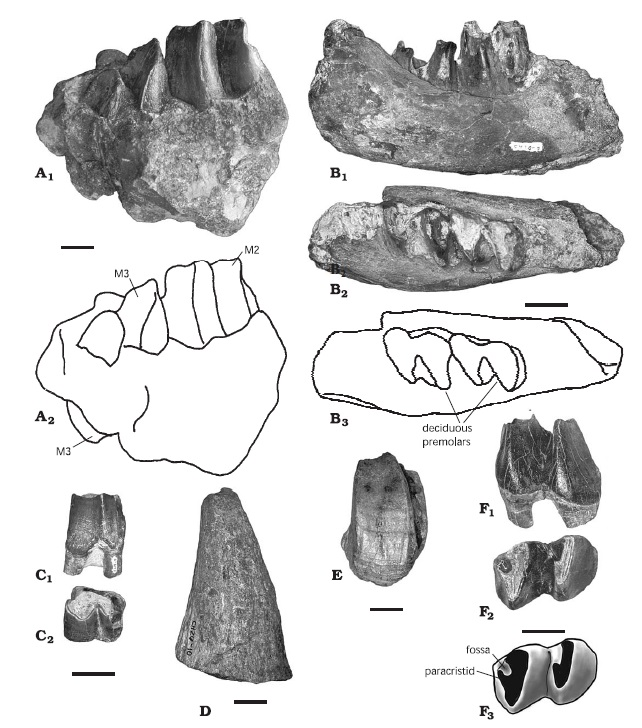
Fossili di Arsinoitherium giganteum

Arsinoitherium è il membro meglio conosciuto degli embritopodi, un misterioso gruppo di mammiferi tipici del Cenozoico inferiore, probabilmente imparentati con proboscidati, iracoidi e sireni e raggruppati insieme a questi nel gruppo degli afroteri. All'interno degli embritopodi, Arsinoitherium era il membro più derivato e anche il più grande e il più recente. Altri embritopodi simili, conosciuti però in modo frammentario, sono Palaeoamasia e Crivadiatherium.

### Etimologia
Il nome generico Arsinoitherium significa "bestia di Arsinoe", con riferimento alla regina Arsinoe II, moglie di Tolomeo II, il cui regno corrispondeva a territori dell'attuale Egitto. L'epiteto specifico della specie tipo, zitteli, è in onore di Karl Alfred Ritter von Zittel, un famoso paleontologo tedesco considerato pioniere della paleontologia in Egitto.

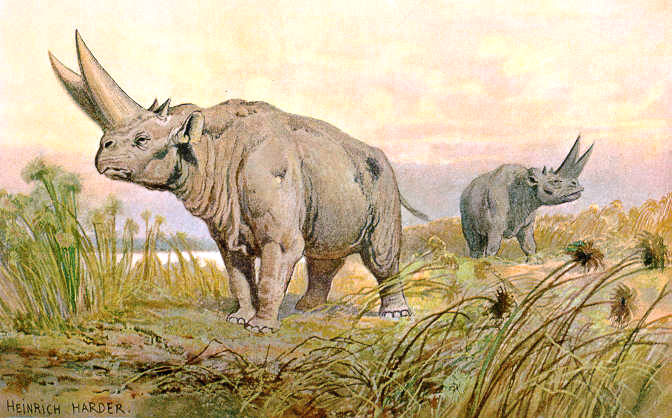
Ricostruzione desueta di Arsinoitherium

## Paleoecologia
Le grandi corna e le notevoli dimensioni dell'arsinoiterio, con tutta probabilità, dovevano scoraggiare i predatori. La particolare morfologia dei premolari e dei molari di Arsinoitherium, con la condizione "a creste inverse" rispetto a quanto si riscontra in altri erbivori bilofodonti, indica che questo animale esercitava un particolare tipo di masticazione, con la perdita della seconda fase di masticazione dei molari, compensata però dall'attività di triturazione svolta da premolari. In ogni caso, sembra che Arsinoitherium potesse esercitare un'azione schiacciante e triturante con continuità lungo tutta la lunghezza delle fauci; Arsinoitherium era sicuramente un erbivoro estremamente specializzato, altamente selettivo, che si nutriva brucando fogliame o erbe palustri (Court, 1992b).
Il giacimento di El-Fayum ha restituito alla luce anche altri rappresentanti arcaici dei vari gruppi di afroteri: elefanti primitivi (Moeritherium, Phiomia e Palaeomastodon), iraci (Saghatherium, Meroehyrax, Titanohyrax), sireni (Eotheroides, Protosiren) e ptolemaiidi. Lo stesso giacimento ha restituito i fossili di antichi primati, tra cui i primi catarrini (Aegyptopithecus, Parapithecus, Apidium).